# Вімблдонський турнір 2002
Вімблдонський турнір 2002 — тенісний турнір, що проходив на трав'яних тенісних кортах Всеанглійського клубу лаун-тенісу і крокету з 24 червня по 7 липня. Це був третій турнір Великого шолома 2002 року.

## Фіналісти та переможці
Чоловіки, одиночний розряд
 Ллейтон Г'юїтт переміг  Давида Налбандяна, 6–1, 6–3, 6–2
Жінки, одиночний розряд
 Серена Вільямс перемогла  Вінус Вільямс, 7–6(7-4), 6–3
Чоловіки, парний розряд
 Йонас Бйоркман /  Тодд Вудбрідж перемогли пару  Марк Ноулз /  Деніел Нестор, 6–1, 6–2, 6–7(6-8), 7–5
Жінки, парний розряд
 Серена Вільямс /  Вінус Вільямс перемогли пару  Вірхінія Руано Паскуаль /  Паола Суарес, 6–2, 7–5
Мікст
 Олена Лиховцева /  Магеш Бгупаті перемогли пату  Даніела Гантухова /  Кевін Уллієтт, 6–2, 1–6, 6–1

### Юніори
Хлопці, одиночний розряд
 Тодд Рейд переміг  Ламіна Уахаба, 7–6(7-5), 6–4
Дівчата, одиночний розряд
 Віра Душевіна перемогла  Марію Шарапову, 4–6, 6–1, 6–2
Хлопці, парний розряд
 Флорін Мерджа /  Горія Текеу перемогли пару  Браян Бейкер /  Раджив Рем, 6–4, 4–6, 6–4
Дівчата, парний розряд
 Ельке Клейстерс /  Барбора Стрицова перемогли пару  Еллі Бейкер /  Анна-Лена Гренефельд, 6–4, 5–7, 8–6